# Kamal Hassan Ali
Kamal Hassan Ali (18 septembre 1921 - 27 mars 1993) est un homme d'État et un militaire égyptien. Il a été Premier ministre du 17 juillet 1984 au 4 septembre 1985.
Ministre des Affaires étrangères et premier vice-président du Conseil des ministres de 1980 à 1984, il est nommé président du Conseil des ministres le 5 juin 1984 puis confirmé dans ses fonctions le 17 juillet suivant,.